# Escimobius cryophilus
Escimobius cryophilus är en mångfotingart som beskrevs av Chamberlin 1949. Escimobius cryophilus ingår i släktet Escimobius och familjen stenkrypare. Inga underarter finns listade i Catalogue of Life.